# Georg Glockendon
Georg Glockendon (1484 - 1514, Nuremberg) est un artiste allemand, graveur sur bois, imprimeur et peintre.
Il est célèbre pour ses enluminures, ses illustrations diverses et ses travaux d'imprimerie.
Il grava sur bois la carte détaillée du Saint-Empire romain germanique éditée en 1501 par l'astronome et cartographe allemand Erhard Etzlaub, conservée en deux exemplaires seulement, la Landstrassen-Karte, qui insiste sur la position centrale de la ville de Nuremberg au sein du territoire germanique, mais également dans l'espace européen.
Sa plus fameuse œuvre d'art est la représentation de la terre sur le globe terrestre « Erdapfel » de Martin Behaim, réalisé entre 1490 et 1492.
Il est le père de deux fils qui devinrent à leur tour des artistes, Albrecht Glockendon et Nikolaus Glockendon.